# Lia (cantora)
Lia (nascida em 20 de dezembro de 1984; também estilizada em letras maiúsculas como LIA) é uma cantora e compositora japonesa.

## Carreira
Lia gravou "Tori no Uta" para o romance visual do estúdio Key, Air, de 2000, que foi reutilizada em sua adaptação para anime de 2005 e se tornou influente na cultura popular. Ela também gravou outras duas faixas para a visual novel, que foram sucesso comercial. "Tori no Uta" foi regravada por Masaaki Endoh em seu álbum de covers ENSON2.
Lia continuou a trabalhar com Key interpretando músicas para sua visual novel de 2004, Clannad, e sua adaptação para anime de 2008, Clannad After Story; a visual novel adulta de 2005, Tomoyo After: It's a Wonderful Life; assim como os temas de abertura da série de anime original de Key, Angel Beats! em 2010; e Charlotte em 2015. Suas outras músicas usadas em anime incluem RF Online e Initial D Fourth Stage.
Em 2009, gravou a música "Mado Kara Mieru", para o álbum de crossover clássico Calling All Dawns, de Christopher Tin. O álbum ganhou dois Grammy Awards.
Em 2012, foi lançado o software IA, de Vocaloid, que usa samples da voz de Lia. O programa conquistou uma grande base de fãs.
Lia se formou na Berklee College of Music. Depois, ela morou em Los Angeles e gravou fitas demo com a ajuda de uma amiga. Originalmente convidada para ajudar na tradução entre a equipe de gravação e o estúdio, a Visual Arts perguntou a Lia se ela poderia substituir uma vocalista ausente. Lia gravou sua primeira música "Tori no Uta" no Paramount Studio.
Lia foi membro do grupo japonês de produção de música techno/trance I've Sound de 2001 a 2003, onde cantou "Disintegration" na coletânea Disintegration. Ela assinou com a Key Sounds em 2001 e com a Pony Canyon em 2004. Lia produziu quatro álbuns no gênero happy hardcore; esses álbuns têm seu nome todo em letras maiúsculas.
Lia interpretou a música tema do MMORPG RF Online intitulada "The Force of Love". Lia também cantou algumas músicas de Eurobeat para a série de anime Initial D Fourth Stage, intitulada "All Around" e "Sky High", pelo selo Avex Trax. Para comemorar seu 20º aniversário como artista, ela lançou um álbum de compilação intitulado Lia 20th Best em 25 de novembro de 2020.

## Vida pessoal
Lia é fluente em inglês e japonês. Em 1º de julho de 2009, Lia anunciou em seu blog que estava casada e grávida. Ela deu à luz uma filha em 31 de janeiro de 2010. Em 27 de junho de 2013, Lia deu à luz seu segundo filho, um menino. Ela mora em Hong Kong desde 2014.